# José María Carreño
José María Carreño (Cúa, 19 de março de 1792 — Caracas, 18 de maio de 1849) foi um político da recém-criada República da Venezuela, vice-presidente do governo do Dr. José María Vargas e Presidente provisório em duas ocasiões. Importante personagem na história da Venezuela, José María Carreño foi quem emprestou sua camisa ao "Libertador" momentos depois de sua morte, já que Simón Bolívar não tinha camisa para ser sepultado.

## Primeiro período provisório
Logo depois do fracasso do general Santiago Mariño e de sua Revolução das Reformas, em 27 de julho de 1835, o Conselho de Governo, designou o encargo do poder executivo ao vice-presidente Carreño, José María Vargas retomaria o poder em 20 de agosto desse mesmo ano.

## Segundo período provisório
Após a renúncia de José María Vargas à Presidência da Venezuela, em conformidade com estabelecia a Constituição de 1830, José María Carreño, como vice-presidente, o substituiu em suas funções, e foi juramentado em 20 de janeiro de 1837 com 56 anos de idade.
O Congresso se instalou em 26 de janeiro de 1837, e um dos primeiros atos foi praticar o escrutínio dos votos do Colégio Eleitoral para eleger o vice-presidente da República. A quase totalidade dos votos favoreceram o candidato de José Antonio Páez, o general Carlos Soublette, que, no momento, se encontrava na Europa como Ministro Plenipotenciário, negociando o Tratado de Independência da Venezuela, Paz e Amizade com a Espanha.